# 서재희
서재희(본명: 서은경)는 대한민국의 배우이자 연극배우, 뮤지컬배우다.
계원예고 연극영화과에서 연기를 전공했고, 중앙대학교 연극학과에서 연기를 전공했으며, 중앙대학교 대학원 공연예술학과에서 연기로 석사를 받았다.
- 2002년  대학로에서 첫연극을 올렸다.

## 드라마
- 2020년 JTBC 토요드라마 《알고있지만》 - 조소과 교수 역
- 2020년 JTBC 수목드라마 《런 온》 - 동경 역
- 2021년 JTBC 수목드라마 《공작도시》 - 오예린 역
- 2021년 쿠팡플레이 금요드라마 《어느 날》 - 박미경 역
- 2021년 tvN 월화드라마 《너는 나의 봄》 - 마정아 역
- 2022년 tvN 주말드라마 《스물다섯 스물하나》 - 신재경 역
- 2022년 JTBC 주말드라마 《재벌집 막내아들》 - 유지나 역
- 2023년 JTBC 수목드라마 《기적의 형제》 - 강혜경 역
- 2023년 ENA 수목드라마 《유괴의 날》 - 모은선 역
- 2024년 ENA 월화드라마 《나의 해리에게》 - 서미래 역 (특별출연)
- 2025년 JTBC 토일드라마 《굿보이》 - 진경숙 역

## 영화
- 2024년 《파일럿》 - 노문영 역

## 연극 & 뮤지컬
- 2020년 《아버지와 나와 홍매와》 - 며느리 역
- 2016년 《아버지와 나와 홍매와》 - 며느리 역
- 2015년 《그날의 시선》 - 조윤주 역
- 2015년 《리어왕》
- 2014년 《안녕, 마이 버터플라이》
- 2014년 《가을 소나타》 - 에바 역
- 2014년 《아버지와 나와 홍매와》 - 서은경 역
- 2013년 《안녕, 마이 버터플라이》
- 2013년 《나의 황홀한 실종기》 - 딸 역
- 2013년 《에이미》 - 에이미 역
- 2012년 《니 부모 얼굴이 보고 싶다》 - 진서영 모 역
- 2012년 《연기속의 그녀》
- 2011년 《쥐덫》 - 몰리 랄스톤 역
- 2011년 《산불》 - 점례 역
- 2011년 《내가 까마귀였을 때》
- 2010년 《33개의 변주곡》 - 클라라 역
- 2010년 《엄마는 오십에 바다를 발견했다》 - 딸 역
- 2010년 《에이미 - 대전》 - 토비 역
- 2010년 《에이미》 - 에이미 역
- 2009년 《엄마는 오십에 바다를 발견했다》 - 딸 역
- 2009년 《밤으로의 긴 여로》 - 캐서린 역
- 2009년 《폭풍의 언덕》 - 캐서린 역
- 2009년 《폭풍의 무대 - 울산》
- 2009년 《엄마는 오십에 바다를 발견했다》 - 딸 역
- 2008년 《화장을 고치고》 - 혜리 역
- 2008년 《폭풍의 언덕》 - 캐서린 캐시 역
- 2008년 《프루프》 - 캐서린 역
- 2007년 《켄터베리 이야기》 - 여자2 역
- 2007년 《친정엄마》 - 딸 역
- 2006년 《강철》 - 유진 역
- 2006년 《찬스》 - 여비서 실비아 역
- 2005년 《70분간의 연애》
- 2004년 《냉정과 열정사이》 - 메미 역

## 학력
- 계원예술고등학교 연극영화과 (졸업)
- 중앙대학교 연극영화학과 (졸업)
- 중앙대학교 대학원 공연예술학과 석사(졸업)